# Massimo Volta
Massimo Volta (ur. 14 maja 1987 w Desenzano) – włoski piłkarz występujący na pozycji obrońcy. Od 2015 gra w drużynie Perugia.

## Kariera piłkarska
Massimo Volta jest wychowankiem AC Carpenedolo. W 2007 przeszedł do Sampdorii. Nie zagrał tam jednak żadnego meczu, gdyż został wypożyczony do Foligno Calcio, które grało w Serie C1. Po sezonie 50 procent praw do tego zawodnika wykupiła Parma. Na sezon 2008/2009 został wypożyczony do Vicenzy, z którą w Serie B zagrał 29 spotkań i strzelił 3 gole. Kolejny rok spędził także na zasadzie wypożyczenia w Cesenie. W lecie 2010 powrócił do klubu z Genui. W 2012 został wypożyczony do Levante UD.
7 lipca 2015 Volta został sprzedany do AC Perugia Calcio.